# Under Great White Northern Lights
Under Great White Northern Lights är rockbandet The White Stripes första livealbum, utgivet 2010. Det spelades in under bandets turné i Kanada 2007, under vilken även en dokumäntärfilm med samma titel spelades in. Filmen, regisserad av Emmett Malloy, hade premiär på Toronto International Film Festival den 18 september 2009.

## Låtlista
1. "Let's Shake Hands" - 3:11
2. "Black Math" - 3:06
3. "Little Ghost" - 2:23
4. "Blue Orchid" - 2:55
5. "The Union Forever" - 4:26
6. "Ball and Biscuit" - 3:07
7. "Icky Thump" - 4:12
8. "I'm Slowly Turning Into You" - 5:32
9. "Jolene" - 3:54
10. "300 M.P.H. Torrential Outpour Blues" - 4:52
11. "We Are Going to Be Friends" - 2:24
12. "I Just Don't Know What to Do with Myself" - 3:10
13. "Prickly Thorn, But Sweetly Worn" - 3:23
14. "Fell in Love with a Girl" - 2:26
15. "When I Hear My Name" - 2:40
16. "Seven Nation Army" - 7:29